# 無斑異齒鰋
無斑異齒鰋（学名：Oreoglanis immaculatus）為輻鰭魚綱鯰形目鮡科的其中一種，為熱帶淡水魚類，分布於亞洲中國怒江流域，體長可達13.8公分，棲息在底層水域，生活習性不明。
其种加词“immaculatus”意为“无斑的”。